# Abbazia di Villa Oneto
La chiesa della Natività di Nostro Signore Gesù Cristo - denominata anche come abbazia di Villa Oneto - è stato un luogo di culto cattolico situato nella località di Villa Oneto, nel comune di San Colombano Certenoli, nella città metropolitana di Genova.

## Storia e descrizione
Secondo alcune fonti l'abbazia è citata in alcuni documenti del 1681, ma si ritiene il sito certamente più antico per le sue caratteristiche strutturali; la pianta quadrilobata, tipica dell'architettura gotica bizantina, potrebbe far risalire la chiesa all'epoca alto medievale. Gli stessi abitanti della zona hanno sempre sostenuto la storicità del sito come uno dei più antichi del territorio, rispetto agli altri edifici di culto.
Nei secoli, analogamente ad altri siti religiosi della valle, subì diversi rimaneggiamenti strutturali dovuti ad ampliamenti o a rifacimenti causati da crolli.
I primissimi interventi di recupero e consolidamento furono effettuati nei primi anni settanta del Novecento con l'eccezionale rinvenimento di un vasetto in vitreo d'epoca tardo imperiale, alcuni pezzi di tegolone e frammenti di una lucerna. Nel corso del 1994 il sito fu interessato da un primo ma limitato scavo archeologico e, dopo quasi vent'anni di abbandono, nel 2019 la collaborazione tra la famiglia locale Bertolini e la Soprintendenza ha portato ad un recupero totale del terreno e di tutti gli elementi architettonici che lo caratterizzano.
Il sito dell'abbazia di Villa Oneto è consto dalla chiesetta con l'antistante sagrato e volumi annessi, tracce di un quadrangolare edificio rustico e resti di muri curvilinei.